# Cratere Aimee
Aimee  è un cratere sulla superficie di Venere.